# Triple-H
Triple-H en Triplette zijn historische merken van motorfietsen.
De bedrijfsnaam was: Hobbis, Hobbis & Horrell, West-Heath, Birmingham.
In 1922 en 1923 produceerde dit bedrijf onder de naam Triple-H motorfietsen met een 246 cc John Morris-tweetaktmotor. Deze modellen hadden een Moss-tweeversnellingsbak met koppeling en kickstarter. De voorvork met centrale veer was een ontwikkeling van Maplestone. De uitlaatdemper was voorzien van een afneembare plaat om het schoonmaken makkelijker te maken.
Van 1923 tot 1925 produceerde men onder de naam Triplette een lichtere motorfiets met een 147cc-Villiers tweetaktblokje en een albion tweeversnellingsbak, die ook (zonder versnellingsbak) met directe riemaandrijving vanaf de krukas geleverd kon worden. 